# 鷸嘴魚

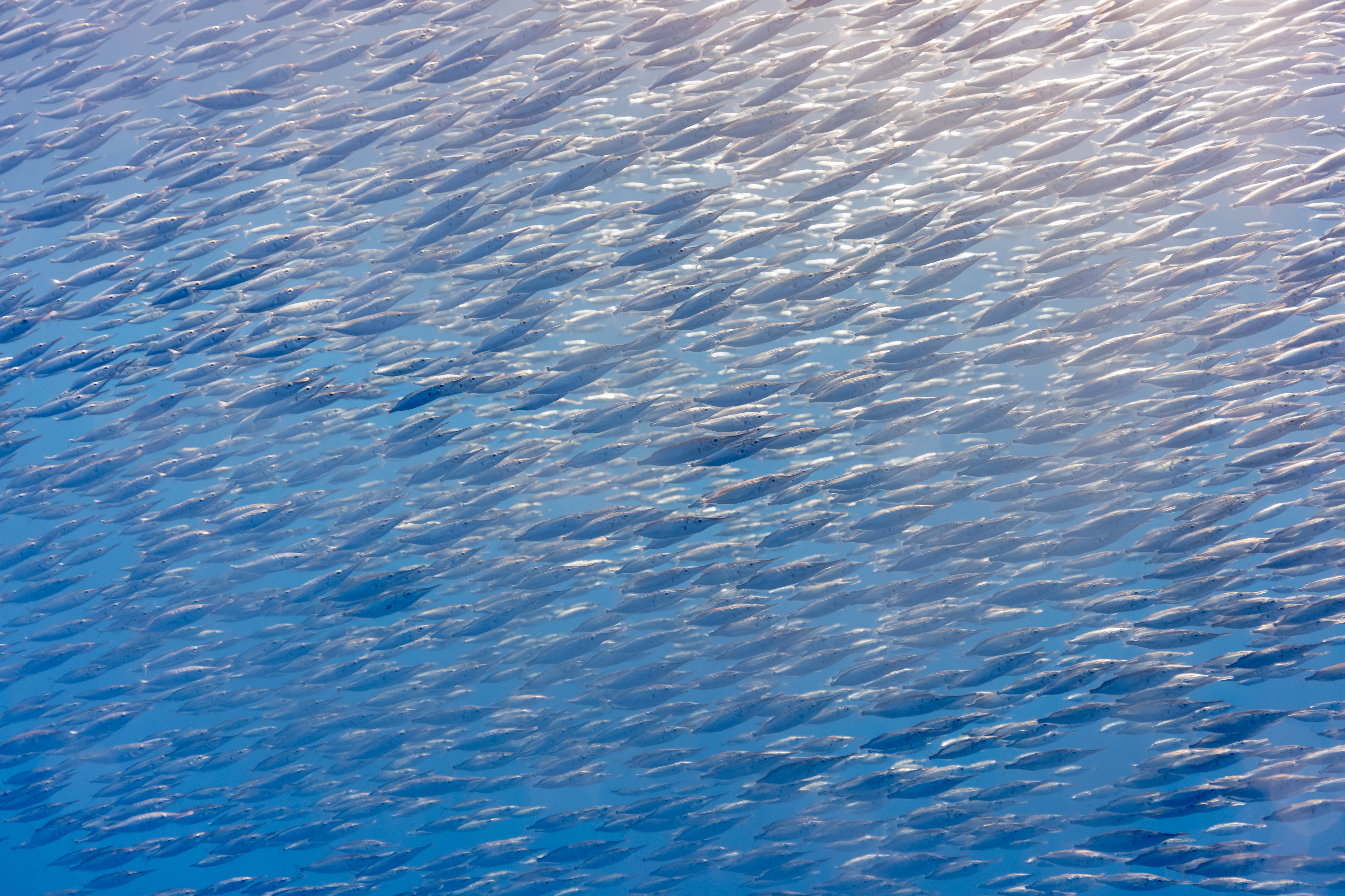
一群鹬嘴鱼，拍摄于葡萄牙亚速尔群岛法亚尔-皮库水道。

鷸嘴魚（学名：[Macroramphosus scolopax] 错误：{{Lang}}：文本有斜体标记（帮助）），又名長吻魚、鷺管魚，为鷸嘴魚科長吻魚屬下的一个种，广泛分布于大西洋、印度洋和西太平洋的热带及亚热带海域。该物种于1758年由卡尔·林奈描述并命名。